# Rajd Madery 1994
Rajd Madery 1994 (35. Rali Vinho da Madeira) – 35. edycja rajdu samochodowego Rajd Madery rozgrywanego we Portugalii. Rozgrywany był od 5 do 6 sierpnia 1994 roku. Była to trzydziesta trzecia runda Rajdowych Mistrzostw Europy w roku 1994 (rajd miał najwyższy współczynnik – 20) oraz siódma runda Rajdowych Mistrzostw Portugalii.

## Klasyfikacja rajdu
| Miejsce                            | Kierowca                     | Pilot                        | Samochód                        | Czas                         | Strata                       |                              |
| Klasyfikacja generalna i ERC       | Klasyfikacja generalna i ERC | Klasyfikacja generalna i ERC | Klasyfikacja generalna i ERC    | Klasyfikacja generalna i ERC | Klasyfikacja generalna i ERC | Klasyfikacja generalna i ERC |
| ---------------------------------- | ---------------------------- | ---------------------------- | ------------------------------- | ---------------------------- | ---------------------------- | ---------------------------- |
| 1.                                 | Andrea Aghini                | Sauro Farnocchia             | Toyota Celica Turbo 4WD (ST185) | 3:07:27                      | 0.0                          |                              |
| 2.                                 | Patrick Snijers              | Dany Colebunders             | Ford Escort RS Cosworth         | 3:10:11                      | +2:44                        |                              |
| 3.                                 | Fernando Peres               | Ricardo Caldeira             | Ford Escort RS Cosworth         | 3:11:48                      | +4:21                        |                              |
| 4.                                 | Jorge Bica                   | Joaquim Capelo               | Lancia Delta HF Integrale       | 3:17:42                      | +10:15                       |                              |
| 5.                                 | Emanuel Pereira              | Rui Abreu                    | Ford Sierra RS Cosworth 4x4     | 3:22:45                      | +15:18                       |                              |
| 6.                                 | Miguel Sousa                 | Duarte Coelho                | Ford Sierra RS Cosworth 4x4     | 3:22:48                      | +15:21                       |                              |
| 7.                                 | José Carlos Macedo           | Miguel Borges                | Renault Clio Williams           | 3:26:52                      | +19:25                       |                              |
| 8.                                 | Rui Madeira                  | Nuno Rodrigues da Silva      | Mitsubishi Lancer Evo II        | 3:30:58                      | +23:31                       |                              |
| 9.                                 | António Coutinho             | Luís Lisboa                  | Ford Escort RS Cosworth         | 3:32:14                      | +24:47                       |                              |
| 10.                                | Abel Spínola                 | Francisco Nunes              | Nissan Sunny GTI-R              | 3:32:54                      | +25:27                       |                              |
| Klasyfikacja mistrzostw Portugalii |                              |                              |                                 |                              |                              |                              |
| 1.                                 | Fernando Peres               | Ricardo Caldeira             | Ford Escort RS Cosworth         | 3:11:48                      | 0.0                          |                              |
| 2.                                 | Jorge Bica                   | Joaquim Capelo               | Lancia Delta HF Integrale       | 3:17:42                      | +5:54                        |                              |
| 3.                                 | Emanuel Pereira              | Rui Abreu                    | Ford Sierra RS Cosworth 4x4     | 3:22:45                      | +10:57                       |                              |
| 4.                                 | Miguel Sousa                 | Duarte Coelho                | Ford Sierra RS Cosworth 4x4     | 3:22:48                      | +11:00                       |                              |
| 5.                                 | José Carlos Macedo           | Miguel Borges                | Renault Clio Williams           | 3:26:52                      | +15:04                       |                              |
| 6.                                 | Rui Madeira                  | Nuno Rodrigues da Silva      | Mitsubishi Lancer Evo II        | 3:30:58                      | +19:10                       |                              |
| 7.                                 | António Coutinho             | Luís Lisboa                  | Ford Escort RS Cosworth         | 3:32:14                      | +20:26                       |                              |
| 8.                                 | Abel Spínola                 | Francisco Nunes              | Nissan Sunny GTI-R              | 3:32:54                      | +21:06                       |                              |